# AEGON Pro Series Barnstaple 2013
L'AEGON Pro Series Barnstaple 2013 è stato un torneo di tennis facente parte della categoria ITF Women's Circuit nell'ambito dell'ITF Women's Circuit 2013. Il torneo si è giocato a Barnstaple in Gran Bretagna dal 28 ottobre al 3 novembre 2013 su campi in cemento indoor e aveva un montepremi di $75,000.

## Partecipanti

### Teste di serie
| Nazionalità   | Giocatrice        | Ranking* | Testa di serie |
| ------------- | ----------------- | -------- | -------------- |
| Germania      | Annika Beck       | 48       | 1              |
| Stati Uniti   | Alison Riske      | 58       | 2              |
| Serbia        | Vesna Dolonc      | 103      | 3              |
| Regno Unito   | Johanna Konta     | 112      | 4              |
| Slovenia      | Tadeja Majerič    | 117      | 5              |
| Regno Unito   | Heather Watson    | 133      | 6              |
| Rep. Ceca     | Kristýna Plíšková | 136      | 7              |
| Liechtenstein | Stephanie Vogt    | 141      | 8              |

- Ranking al 21 ottobre 2013.

### Altre partecipanti
Giocatrici che hanno ricevuto una wild card:
- Naomi Broady
- Melanie South
- Emily Webley-Smith
- Jade Windley

Giocatrici che sono passate dalle qualificazioni:
- Bernarda Pera
- Anna Smith
- Lina Stančiūtė
- Eva Wacanno
- Karin Morgošová (lucky loser)

Giocatrici che hanno ricevuto un entry come junior exempt:
- Kateřina Siniaková

## Vincitrici

### Singolare
Marta Sirotkina ha battuto in finale  Kristýna Plíšková 6(5)–7, 6–3, 7–6(6)

### Doppio
Naomi Broady /  Kristýna Plíšková hanno battuto in finale  Ioana Raluca Olaru /  Tamira Paszek con il punteggio di 6–3, 3–6, [10–5]